# 马蒂厄·格雷比耶
马蒂厄·格雷比耶（法語：Mathieu Grébille，1991年10月6日—），法国男子手球运动员。他曾代表法国参加2016年夏季奥林匹克运动会手球比赛，获得一枚银牌。他也参加了2019年世界男子手球锦标赛。